# Conor Pass
Il Conor Pass o Connor Pass (in gaelico An Chonair; in italiano traducibile come "Passo Conor") è un valico montano servito da una strada battuta principalmente dai turisti collocato nella parte centro-settentrionale della Penisola di Dingle, nella contea irlandese del Kerry. È considerato da alcune fonti il passo montano più alto dell'isola d'Irlanda.

## Descrizione

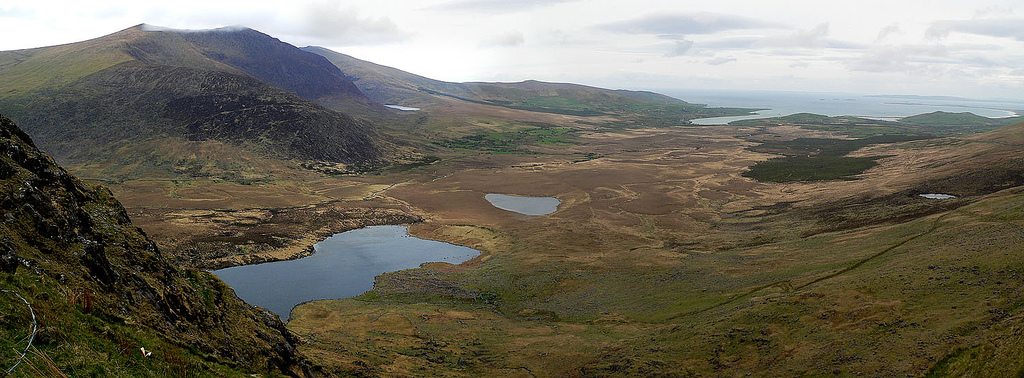
Panoramica del passo
La splendida visuale che offre il passo con ben visibile a sinistra il Monte Brandon e le cime del suo gruppo, la vallata con dei laghetti a circa 600 metri di strapiombo e la Baia di Brandon in lontananza

La strada che conduce al passo parte dalla cittadina di Dingle e si inerpica quasi subito sui pendii dei massicci montagnosi del gruppo del Monte Brandon, uno dei più alti d'Irlanda, e del Beenoskee. Nel punto più alto offre una vasta panoramica su tutta la vallata antistante la catena montuosa e sulla pittoresca Baia di Brandon, oltre che su vari laghetti sparsi a notevole altezza.
Se il primo tratto è agevole, la parte più impervia e allo stesso tempo affascinante è quella ad altitudine più elevata: nello stesso momento in cui si apre la panoramica la strada diventa strettissima già solo per un'automobile ed è delimitata a destra dalle vette montane e a sinistra da un modesto muretto di pietra, oltre il quale c'è un precipizio. Va ricordato che al pericolo della caduta massi bisogna aggiungere che la strada è a doppio senso di marcia e, nel caso venga percorsa da mezzi pesanti, trovare una piazzola o un punto un po' più largo per consentire il passaggio può essere veramente difficoltoso. Il tragitto in condizioni meteo non buone potrebbe quindi essere veramente pericoloso.